# Дивок Ориги
Дивок Окот Ориги (Остенде, 18. април 1995) јесте белгијски фудбалер и репрезентативац кенијског порекла који тренутно игра као нападач за Нотингем Форест, на позајмици из Милана. Ориги је син бившег кенијског репрезентативца Микеа Оригија, а име је добио по Владу Дивцу, српском кошаркашу који је тада наступао за Лос Анђелес лејкерсе. За репрезентацију је дебитовао 2014, а на Светском првенству 2014. постигао је победнички гол против Русије (1:0) и тако једно време био најмлађи стрелац турнира, док га није заменио Американац Џулијан Грин.
Започео је каријеру у Генку, затим је прешао у Лил и постигао гол на дебитантској утакмици 2013. године. Годину дана касније потписао је за Ливерпул, али је провео једну сезону на позајмици у Лилу пре него што је заиграо за њих.
Прву такмичарску утакмицу за Ливерпул одиграо је 12. септембра 2015. против Манчестер јунајтеда када је ушао са клупе у другом полувремену.

## Трофеји

### Ливерпул
- Премијер лига (1) : 2019/20.[5]
- ФА куп (1) : 2021/22.
- Лига куп (1) : 2021/22.
- Лига шампиона (1) : 2018/19.[6]
- Суперкуп Европе (1) : 2019.[7]
- Светско клупско првенство (1) : 2019.[8]

## Статистика каријере

### Репрезентативна
Статистика до 8. октобра 2020.
| Белгија | Белгија | Белгија |
| Год.    | Наступи | Голови  |
| ------- | ------- | ------- |
| 2014    | 13      | 3       |
| 2015    | 4       | 0       |
| 2016    | 6       | 0       |
| 2017    | 2       | 0       |
| 2018    | 1       | 0       |
| 2019    | 3       | 0       |
| Укупно  | 29      | 3       |